# Maria Holbură
Maria Holbură (n. 16 septembrie 2000, Constanța, România) este o fostă gimnastă română.

## Biografie
Constănțeanca a început gimnastica la vârsta de cinci ani. La 12 ani a fost selecționată la lotul de junioare de la Deva. La Campionatele Europene din 2016 de la Berna a obținut locul șase cu echipa României. Din 2017 a avut dureri la tendon, dar la Campionatele Mondiale de la Stuttgart din 2019 a îndeplinit criteriile pentru calificarea la Jocurile Olimpice din 2020. Apoi s-a operat la Viena. La Jocurile Olimpice de la Tokyo a fost singura româncă care a concurat în proba de individual compus. Apoi s-a retras.